# Les Pilles
Les Pilles is een gemeente in het Franse departement Drôme (regio Auvergne-Rhône-Alpes) en telt 255 inwoners (2013). De plaats maakt deel uit van het arrondissement Nyons.

## Geografie
De oppervlakte van Les Pilles bedraagt 5,9 km², de bevolkingsdichtheid is 38,3 inwoners per km².

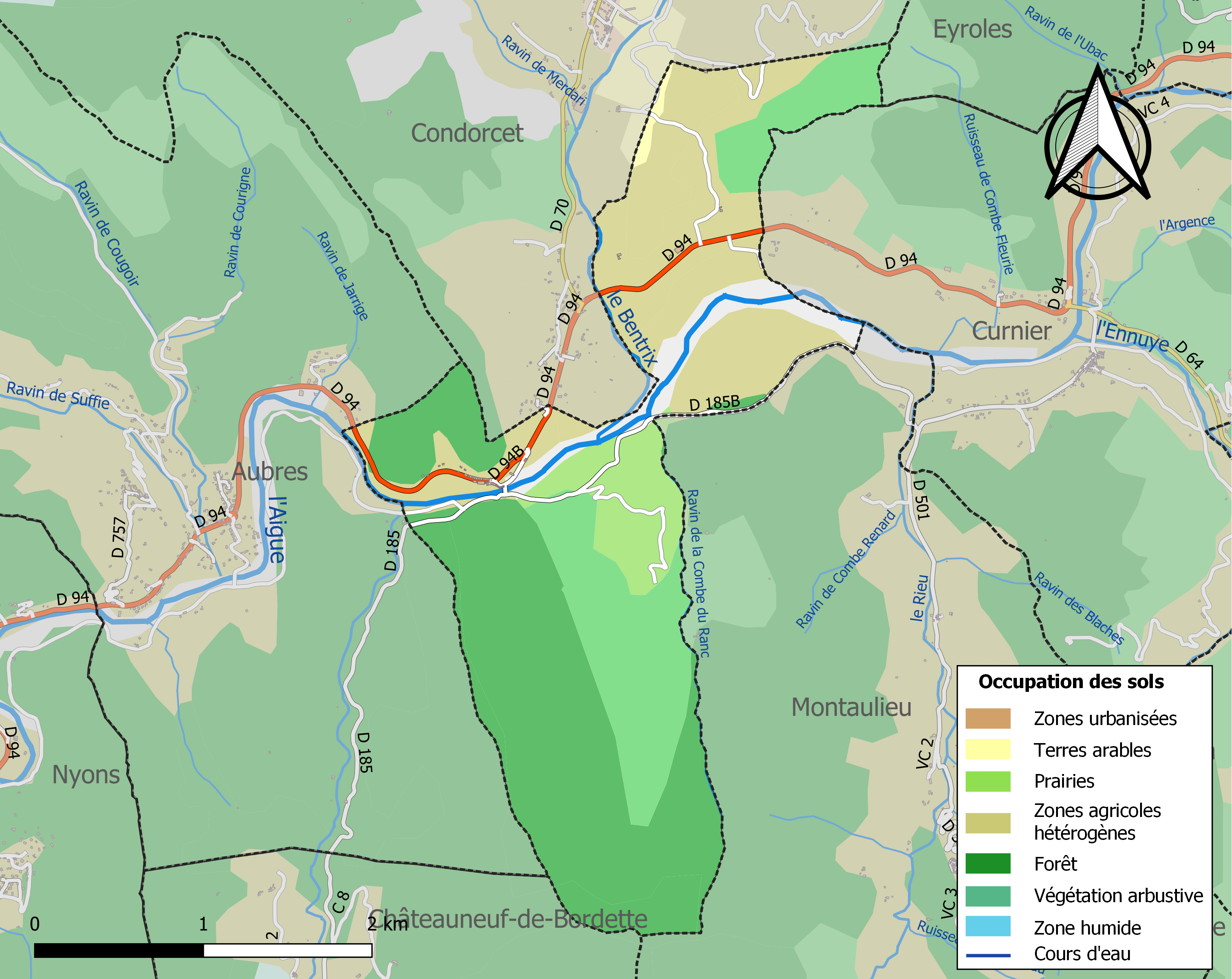
Kaart van de gemeente met belangrijkste infrastructuur, bodemgebruik en omliggende gemeenten

## Demografie
Onderstaande figuur toont het verloop van het inwonertal (bron: INSEE-tellingen).